# Фізичний знос
Фізичний знос будинку (знецінення) — втрата вартості будинку порівняно з вартістю нового будинку, обумовлена частковою або повною втратою первісних технічних та технологічних якостей його елементів. 